# 神田昌幸
神田 昌幸（かんだ まさゆき）は、日本の国土交通技官。倉敷市助役、富山市副市長、筑波大学客員教授、東京オリンピック・パラリンピック競技大会組織委員会施設整備調整局長、国土交通大学校副校長等を経て、全日本スキー連盟理事、大阪府特別参与、大阪市特別参与。

## 人物・経歴
京都府生まれ。洛南高等学校を経て、1986年京都大学大学院工学研究科土木工学専攻修了、建設省入省。建設省土木研究所構造橋梁部橋梁研究室主任研究員を経て、1997年建設省都市局街路課長補佐。
1999年建設省道路局国道課長補佐。2000年建設省東北地方建設局 (現・東北地方整備局) 酒田工事事務所長。2002年国土交通省都市・地域整備局都市計画課企画専門官。
2005年倉敷市助役。2007年国土交通省都市・地域整備局街路課企画専門官。2008年国土交通省都市・地域整備局街路交通施設課街路事業調整官。2010年国土交通省都市・地域整備局まちづくり推進課都市総合事業推進室長。
2011年富山市副市長、まちづくりとやま代表取締役社長、富山ライトレール代表取締役副社長。2012年あいの風とやま鉄道取締役。2015年国土交通省都市局街路交通施設課長。2016年東京オリンピック・パラリンピック競技大会組織委員会施設整備調整局長。
2018年国土交通大学校副校長。同年東京オリンピック・パラリンピック競技大会組織委員会パラリンピック競技大会組織委員会輸送局長。2020年全日本スキー連盟理事。2021年日本スノースポーツ&リゾーツ協議会副会長。
2022年大阪府特別参与、大阪市特別参与、大和ハウス工業都市環境創造部常務理事。2024年大和ハウス工業執行役員リブネスタウン事業推進部長・栽培事業担当・都市環境創造担当。同年大和ハウス工業執行役員リブネスタウン事業推進部長・栽培事業開発室長・都市環境創造担当。2025年大和ハウス工業執行役員まちづくり担当。
筑波大学大学院客員教授、京都大学大学院非常勤講師、東京工業大学環境・社会理工学院土木･環境工学系非常勤講師等も歴任した。